# Giovanna Mangili
Giovanna Mangili (Monza, 1º agosto 1967) è una politica italiana.

## Biografia
Nasce a Monza, e abita dal 2008 a Cesano Maderno, in Brianza.
Eletta alle elezioni del 2013 senatrice della XVII legislatura nel Movimento 5 Stelle, nella circoscrizione Lombardia. Annuncia le proprie dimissioni già il primo giorno di lavori delle camere, adducendo motivazioni di natura familiare. Per tale ragione aderisce al Gruppo misto.
Il 3 aprile 2013 il Senato respinge a scrutinio segreto (con 48 sì, 219 no e 4 astenuti) le dimissioni della Mangili, indicandone come "lacunose" le motivazioni.
La senatrice, tuttavia, decide di presentare nuovamente le dimissioni; il 17 aprile 2013 esse vengono di nuovo respinte a voto segreto dal Senato con 57 sì, 180 no e 8 astenuti.
In seguito a ciò la Mangili lascia il Gruppo misto e aderisce al gruppo del Movimento 5 Stelle.
Il marito della senatrice ha dichiarato che tali dimissioni sarebbero state dovute alle pressioni ricevute in seguito alle polemiche interne al partito su come Mangili vinse le votazioni per la candidatura..

## Vita privata
È stata sposata con Walter Mio, agente immobiliare, primo candidato sindaco del M5S nel 2012 a Cesano Maderno e scomparso per malattia il 19 febbraio 2018.